# Кармазанешти (Хунедоара)
Кармазанешти (рум. Cărmăzănești) насеље је у Румунији у округу Хунедоара у општини Гурасада. Oпштина се налази на надморској висини од 277 m.

## Становништво
Према подацима из 2002. године у насељу је живело 143 становника, од којих су сви румунске националности.